# Белякова, Римма Ивановна
Ри́мма Ива́новна Беляко́ва — советская и российская актриса театра и кино, режиссёр, театральный педагог, народная артистка России (2007).

## Биография
Родилась в Куйбышевской области. В 1961 году окончила школу-студию МХАТ (курс А. М. Карева). В 1961-1968 гг. актриса Смоленского драматического театра.
Работает в Саратовском театре драмы (с 1968 года), в Саратовском театральном училище (с 1970 года). Занята в спектаклях Саратовского ТЮЗа и Саратовского театра драмы. Ставит учебные спектакли своих студентов.
С 1985 г. зав. кафедрой актёрского мастерства Саратовской консерватории. Профессор (1993).
Муж — Георгий Петрович Банников, сын Денис Банников.
Среди учеников: Виктор Мамонов, Владимир Кисаров, Юлия Зимина, Олег Загумённов, Иван Прилль, Зоя Юдина, Андрей Фомин, Илья Боробов, Дмитрий Дьяченко, Елена Самойлова, Екатерина Костеневская, Олег Каменщиков, Игорь Савочкин, Юрий Кравец, Сергей Казаков, Александр Кузьмин, Николай Фомин, Наталья Бояренок.

## Творчество

### Актриса театра

#### Саратовский ТЮЗ
- «Осенняя соната» И. Бергмана — Шарлотта

#### Саратовский театр драмы
- 1984 — «Жили-были мать да дочь» Ф. Абрамова, режиссёр Александр Дзекун — Аксинья
- «Идиот» Ф.М. Достоевского — Настасья Филипповна
- «Татуированная роза» Теннесси Уильямса — Серафина
- «Тамада» А. Галина — Люба
- 2007 — «Валентинов день» Иван Вырыпаев, режиссёр: Виктор Рыжаков — Катя

### Режиссёр театра
- 1982 — «Молодая гвардия» Анатолия Алексина[2]
- 2006 — «Ночь ошибок» Оливера Голсдсмита

#### Дипломные спектакли
- 2001— «Барышня-крестьянка» И. Ковнер (по мотивам одноимённой повести А.С. Пушкина)
- 2001— «Целуй меня, Кэт!» К. Портер
- 2001— «Любовь и деньгии» А. Н. Островский
- 2003— «Обыкновенное чудо» Е. Шварц
- 2003— «Кровавая свадьба» Ф. Г. Лорка
- 2006— «Яма» А. И. Куприна
- 2007— «Путь к себе» четыре сюжета (Е. Гришковец, М. Арбатова, Т. Уильямс, К. Драгунская)
- 2007— «Сны Бальзаминова» по пьесам А. Н. Островского
- 2010— «Играем Коляду» четыре сюжета (по мотивам пьес Николая Коляды)
- 2010— «Целуй меня, Кэт!» (мюзикл Кола Портера)
- 2014— «Последние» М. Горький
- 2014— «Похожий на льва» Р. Имбрагимбеков

### Актриса кино
- 1970 — Без права на пощаду
- 2017 — Римма Белякова. Судьба и сцена

## Признание и награды
- 1972 — Заслуженная артистка РСФСР
- 1998 — Орден Почёта (9 июля 1998) — за заслуги перед государством, большой вклад в укрепление дружбы и сотрудничества между народами, многолетнюю плодотворную деятельность в области культуры и искусства[3]
- 2007 — Народная артистка Российской Федерации (3 октября 2007) — за большие заслуги в области искусства[1]
- 2015 — Премия имени Народного артиста СССР М. И. Царёва — за успешное воспитание актерской смены[4]
- 2016 — «Золотая маска» — за выдающийся вклад в развитие театрального искусства[5]
- 2024 — Почётный знак «За наставничество» (7 марта 2024) — за многолетний плодотворный труд, высокий профессионализм в работе и наставническую деятельность